# AMP Records (Brits platenlabel)
AMP Records was een Brits platenlabel. Het label dat rond 1992 haar eerste album uitbracht was gespecialiseerd in elektronische muziek en new agemuziek. De nadruk lag daarbij op bespelers van toetsinstrumenten. Af en toe had het label een uitstapje naar andere muziekstijlen. Zo brachten Daevid Allen, Gill Smyth en Harry Williamson er samen een plaat uit en ook Keith Emerson (The Xmas album). Initiatiefnemer was Mark Jenkins. In 2021 is het toe aan catalogusnummer 68.

## Catalogus
Het prefix luidt AMP-CD.
- AMP-CD 001: Diverse artiesten: A future age of music
- AMP-CD 003: Mark Jenkins: Thunder at midnight
- AMP-CD 007: Diverse artiesten: verzamelalbum
- AMP-CD 009: Daniel Bory: The feathered snake
- AMP-CD 010: David Vorhaus: White noise IV
- AMP-CD 011: Allen, Smyth, Williamson: Stroking the tail of the bird
- AMP-CD 015: Mark Jenkins: Space dreams (debuutalbum)
- AMP-CD 016: Chris Jenkins: Videospace
- AMP-CD 017: Zyklus: Vitrual realities (onder meer Ian Carr van Nucleus speelde hierop)
- AMP-CD 018: Keith Emerson: The Xmas album
- AMP-CD 019: Paul Nagle: Wavemaker
- AMP-CD 020: Martin Atkey: Natural elements
- AMP-CD 021: Daniel Biry: Ys
- AMP-CD 022: Mark Jenkins: Mexico rising
- AMP-CD 023: Steve Jolliffe: Alien
- AMP-CD 024: Paul Nagle: Firedancer
- AMP-CD 026: Keith Emerson: Changing states
- AMP-CD 027: Tangerine Dream: Tyranny of beauty
- AMP-CD 028: Alquimia: Wings of perception
- AMP-CD 029: Neil Ardley: Kaleidoscope of rainbows
- AMP-CD 031: White Noise: White noise III (heruitgave)
- AMP-CD 032: Paul Nagle: Skyrider
- AMP-CD 033: Steve Jolliffe: Zanzi
- AMP-CD 034: Paul Nagle: Earthshaper
- AMP-CD 035: Paul Nagle: The live element
- AMP-CD 036: Diverse artiesten: The spirit of Christmans
- AMP-CD 037: Alquimia: A separate reality
- AMP-CD 039: Diverse artiesten: Music for the third millennium
- AMP-CD 040: White Noise: White noise V
- AMP-CD 041: Diverse artiesten: Music for the third millennium II
- AMP-CD 042: Diverse artiesten: Music for the third millennium III
- AMP-CD 043: Mark Jenkins: Sequencer loops
- AMP-CD 044: Harald Grosskopf: Digital nomad
- AMP-CD 049: Intelligentsia: Civilizations
- AMP-CD 050: Mark Jenkins: Sequencer loops 2
- AMP-CD 051: Mark Jenkins: If the World is turned upon his head, we would walk among the stars
- AMP-CD 054: Mark Jenkins: This island Earth
- AMP-CD 055: Mark Jenkins: Something dancing in the darkness
- AMP-Cd 068: Mark Jenkins: The visitor
- AMP-CD 2001: Diverse artiesten: Lucid dreaming

Er is nog een platenlabel dat werkt onder de naam AMP Records; het is gevestigd in Hamilton, Canada en is gespecialiseerd in punk. 